# Майорана, Джулиано
Джулиа́но Майора́на (англ. Giuliano Maiorana; 18 апреля 1969) — английский футболист, левый вингер. Выступал за английские клубы «Хистон» и «Манчестер Юнайтед», а также за шведский «Юнгшиле».

## Футбольная карьера
Родился в Кембридже в семье итальянских иммигрантов. В 1987 году выступал за любительские команды воскресной лиги, где его заметили скауты клуба «Хистон» из Футбольной лиги восточных графств, предложившие ему контракт.
Сыграл за «Хистон» около 30 матчей. Находился на просмотре в клубах «Кембридж Юнайтед», «Брентфорд» и «Норвич Сити», однако все эти команды не предложили ему контракт. В ноябре 1988 года его пригласили на просмотр в «Манчестер Юнайтед». Его игра впечатлила Алекса Фергюсона, после чего Майорана подписал с «Манчестер Юнайтед» четырёхлетний контракт. Сообщалось, что им также интересовались клубы «Челси», «Уотфорд» и «Тоттенхэм Хотспур». «Манчестер Юнайтед» заплатил «Хистону» 30 тысяч фунтов, что спасло команду от банкротства.
14 января 1989 года Майорана дебютировал в основном составе «Манчестер Юнайтед», выйдя на замену в матче Первого дивизиона против «Миллуолла». 2 апреля 1989 года получил «восторженные отзывы» за своё выступление в матче против «Арсенала» (ничья 1:1), который в итоге стал чемпионом Англии. Всего в сезоне 1988/89 Майорана провёл 6 матчей. В следующем сезоне он провёл за «красных дьяволов» только два матча, после чего Алекс Фергюсон перевёл его в резервную команду. В апреле 1991 года во время игры между резервными командами «Манчестер Юнайтед» и «Астон Виллы» Майорана получил тяжёлую травму колена в столкновении с 19-летним Дуайтом Йорком. Он продолжал оставаться игроком «Манчестер Юнайтед» и покинул команду только летом 1994 года в качестве свободного агента.
В 1995 году выступал за шведский клуб «Юнгшиле», за который провёл пять матчей во втором дивизионе чемпионата Швеции. Затем вернулся в Англию, играл за любительский клуб «Ньюмаркет Таун».